# فرانک زاپا
فرانک وینسنت زاپا (به انگلیسی: Frank Vincent Zappa) (بیست و یک دسامبر ۱۹۴۰، بالتیمور، مریلند، ایالات متحده آمریکا - ۴ دسامبر ۱۹۹۳، لس‌آنجلس، کالیفرنیا، ایالات متحده آمریکا) آهنگساز، نوازنده گیتار الکتریک و کارگردان فیلم آمریکایی بود؛ که حضوری بیش از
۳۰ ساله در حرفه خود داشت. زاپا در سبک‌های مختلفی از جمله راک، جاز، و موزیک کنسرت آهنگسازی کرده‌است. او همچنین فیلم و میوزیک ویدئو کارگردانی کرده
و تعدادی کاور نیز برای آلبوم‌های موسیقی نیز طراحی نموده‌است. زاپا در طول فعالیتش بیش از ۶۰ آلبوم در پوشش گروه مادرز آو اینونشن یا فعالیت تک‌نفره خود
منتشر کرد. او زمانی که نوجوان بود به آثار موسیقیدان‌های کلاسیک قرن بیستمی مانند ادگار وارز، ایگور استراوینسکی و آنتون وبرن و همچنین موسیقی ریتم اند بلوز دهه ۱۹۵۰ علاقه پیدا کرد. زاپا در همان دبیرستان شروع به نوشتن موسیقی کلاسیک کرد و هم‌زمان هم در گروه‌های ریتم اند بلوز درام(طبل) می‌نواخت. او بعداً گیتار الکتریک را به عنوان ساز اصلی خود انتخاب کرد.
فرانک در سن هجده سالگی به گیتار دلبستگی یافت و نخستین گیتار زندگی اش را در سال ۱۹۵۷ هدیه گرفت. او بی‌آنکه از کسی کمک بگیرد، در نواختن گیتار چیرگیِ فراوان پیدا کرد. سپس، همه وقت خود صرف آموختن موسیقی سیمفونیک کرد و به آهنگسازی پرداخت. بسیاری از آثار او به دلیل تأثیراتی متفاوتی که از هنرمندان دیگر دریافت کرده غیرقابل دسته‌بندی بوده و گذاشتن نام یک سبک خاص به آن‌ها دشوار یا ناممکن است. زاپا در آلبوم آغازینش ترسیدن!، که به همراه گروهش مادران خلاقیت آن را تهیه کرد، موسیقی راک اند رول را با بداهه‌نوازی‌های دستچین شده و انواع صداهای مختلف استدیویی ترکیب کرد. زاپا در آلبوم‌های بعدی‌اش همین رویه اکسپریمنتال و خلاقانه را ادامه داد، بدون در نظر گرفتن این موضوع که موسیقی‌اش جاز، کلاسیک یا راک باشد. اشعار او، که اغلب هم آمیخته با طنز بودند، نمای شمایل‌شکنی از فرایندها، ساختارها و جنبش‌های سیاسی و اجتماعی ارائه می‌دادند. او منتقد سرسخت جریان آموزشی دوره خود و مخالف مذاهب سازمان یافته بود و در مقابل از آزادی بیان، سیستم آموزشی نیمه شخصی، مشارکت سیاسی و لغو سانسور حمایت می‌کرد.
او یک هنرمند بسیار پرکار بود و توانست نظر بسیاری از منتقدان را نیز به آثارش جلب کند. آلبوم‌های او در برخی نقاط مانند اروپا توانست موفقیت‌های تجاری کسب کند اما او در تمام مدت فعالیتش به عنوان هنرمندی مستقل شناخته می‌شد. موسیقی زاپا همچنین تأثیرات بسیاری بر روی موسیقیدان‌ها و آهنگسازها گذاشت.
او در گفتگویی با مجله Rockwell چنین می‌گوید:
«بیشتر آهنگسازها کار خود را با گوش دادن به آلبوم‌های پیشکسوتان و الهام گرفتن از آن‌ها یادمی‌گیرند، ولی آن زمان که ما شروع به کار کردیم فقط چاک بری را داشتیم.»
حوالی سال ۱۹۶۳ فرانک زاپا به لس آنجلس رفت؛ وی در سال ۱۹۶۴ کار خود را با تشکیل گروه‌هایی بلوز-راک همچون Captain Glasspack,Muthers,Soul Giants، و His Magic Mufflers پی گرفت؛ گروهی که نامش اندکی بعد، به مادرز آو اینونشن (مادران نوآوری) تبدیل شد.
در ۴ دسامبرِ سال ۱۹۹۳، زاپا سرانجام پس از سه سال دست و پنجه نرم کردن با بیماریِ سرطان پروستات درگذشت و در بوستان گورستانِ یادمان‌های دهکده وست وود لس آنجلس به خاک سپرده شد.

## باورها و سیاست

### مواد مخدر
به زعم زاپا، «مواد مخدر مشکلی به وجود نمی‌آورد، تا آن زمان که فرد مصرف‌کننده عملی انجام دهد که بر شما یا زندگیتان به گونه‌ای که شما نمی‌خواهید اثر گذارد؛ مانند خلبانی که به دلیل استفادهٔ مواد مخدر سقوط کند.» زاپا، بیشتر عمرش سیگار می‌کشید و منتقد سرسخت کمپین‌های ضد دخانیت بود.
در حالی که وی با مصرف مواد مخدر مخالف بود به نقدِ جنگ و درگیری بر سر مواد مخدر می‌پرداخت و آن را با ممنوعیت الکل مقایسه می‌کرد و بیان کرد که وزارت خزانه‌داری آمریکا از جرم‌زدایی و قانونی کردن مواد مخدر سود خواهد برد. وی بیان کرد «من باور دارم که مردم حق انتخاب سرنوشت خود را دارند؛ مردم مالک خودشان هستند. همچنین باور دارم که در دموکراسی دولت وجود دارد چراکه (و فقط تا زمانی که) شهروندان به آن یک مجوز موقتی جهت وجود می‌دهند- در ازای قولی که دولت از دردسر دور خواهند ماند. در دموکراسی، شما مالک دولت هستید، او مالک شما نیست.»
فرنک زاپا در توصیف دیدگاه‌های سیاسی خود، خود را «محافظه کاری عملی»، یا مستقل طبقه‌بندی کرد. او دوستدار دولت محدود و مالیات‌های کم بود؛ ولی همچنین می‌گفت که موافق دفاع ملی، تأمین اجتماعی و دیگر برنامه‌های فدرال است؛ ولی فقط اگر دریافت‌کنندگان چنان برنامه‌هایی مشتاق آن‌ها باشند و قادر باشند پولش را پرداخت کنند. او دوستدار سرمایه‌داری، کارآفرینی، و کسب و کار مستقل بود و می‌گفت موسیقیدانان می‌توانند از کسب و کار خود بیشتر دریافت کنند تا از جمع‌آوری حق‌العمل. او با کمونیسم مخالف بود و می‌گفت «نظامی که اجازه مالکیت را ندهد یک طراحی ناقص مهلک است.» برخی از ترانه‌ها مناظرات عمومی و مصاحبه‌های او در دههٔ ۱۹۸۰ منتقد جمهوری‌خواهان و سیاست‌هایشان، پرزیدنت رونالد ریگان، تلونجلیسم، و راست مذهبی بود و هشدار می‌داد دولت آمریکا در خطر تبدیل شدن به یک دین‌سالاری فاشیستی است.